# 生産指数
生産指数（せいさんしすう）とは経済学用語の一つ。これは行われている生産活動の変動を見るための指数である。調べたい年の生産量を、基準とされる年の生産量と比較することで求められる指数のことである。日本国政府によっても統計が行われ公開されている生産指数も存在しており、鉱工業生産指数などがこれに当てはまる。